# Biserica Sfântul Ioan Botezătorul din Iablanița
Biserica cu hramul „Sfântul Ioan Botezătorul” din Iablanița, comuna Iablanița, județul Caraș-Severin, a fost construită în anul 1825. Lăcașul de cult figurează pe lista monumentelor istorice 2015, cod LMI CS-II-m-B-11122.

## Localitatea
Iablanița este satul de reședință al comunei cu același nume din județul Caraș-Severin, Banat, România. Prima mențiune documentară este din anul 1402.

## Istoric și trăsături
Biserica parohială cu hramul Nașterea Sfântului Ioan Botezătorul din Iablanița a fost construită între anii 1821-1825, în stil baroc. A fost sfințită în data de 25 iulie 1937 de episcopul Vasile Lăzărescu.

## Imagini

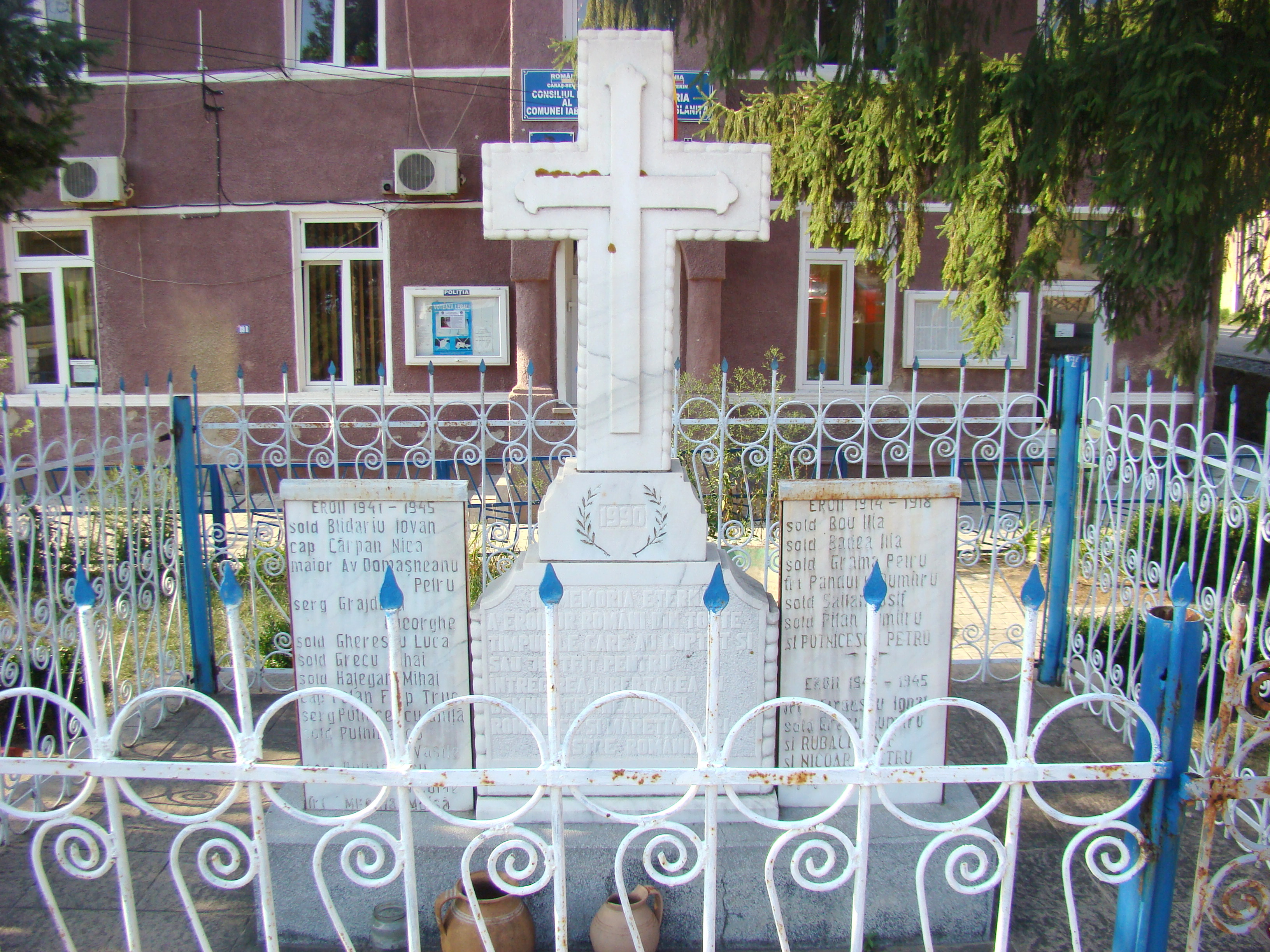
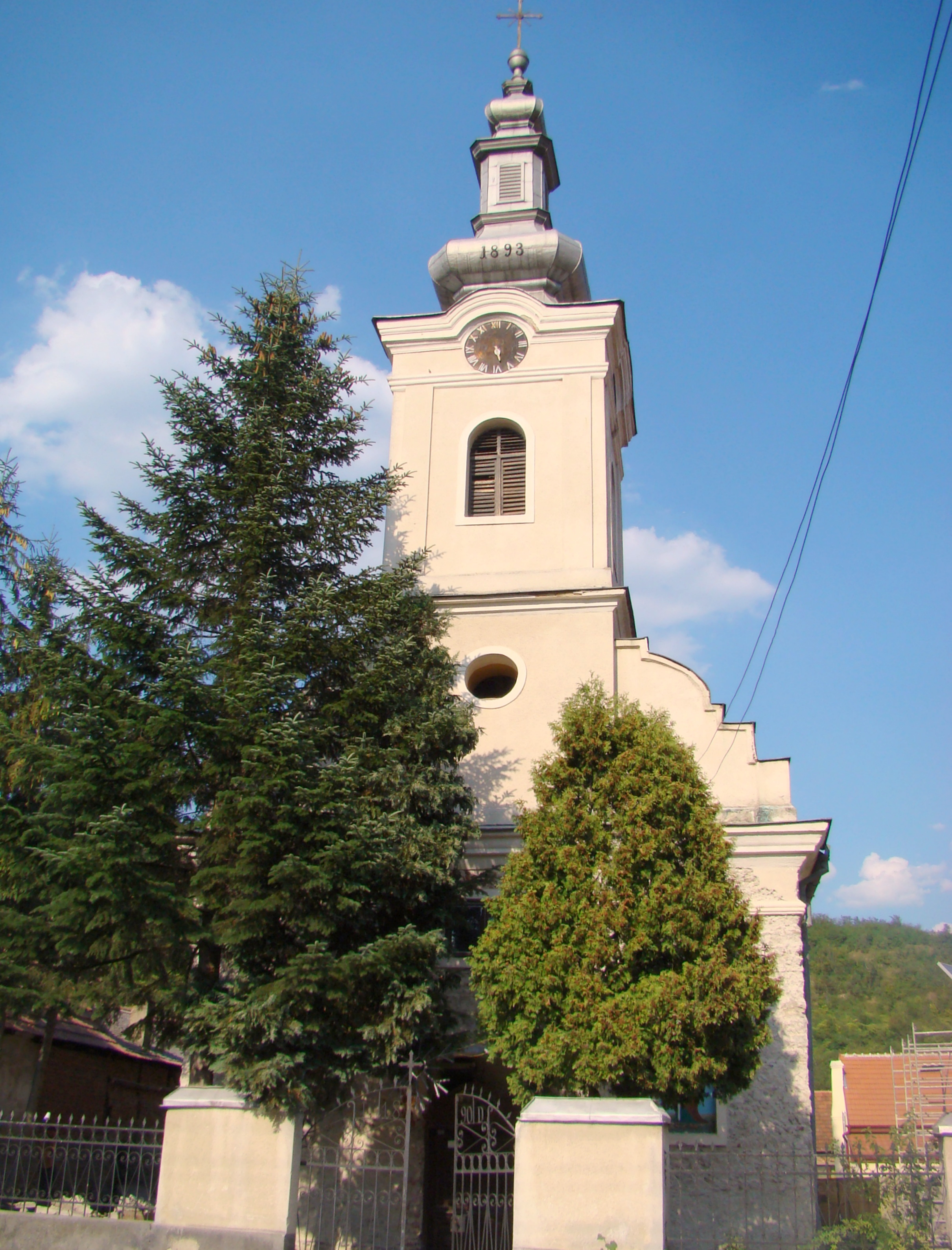
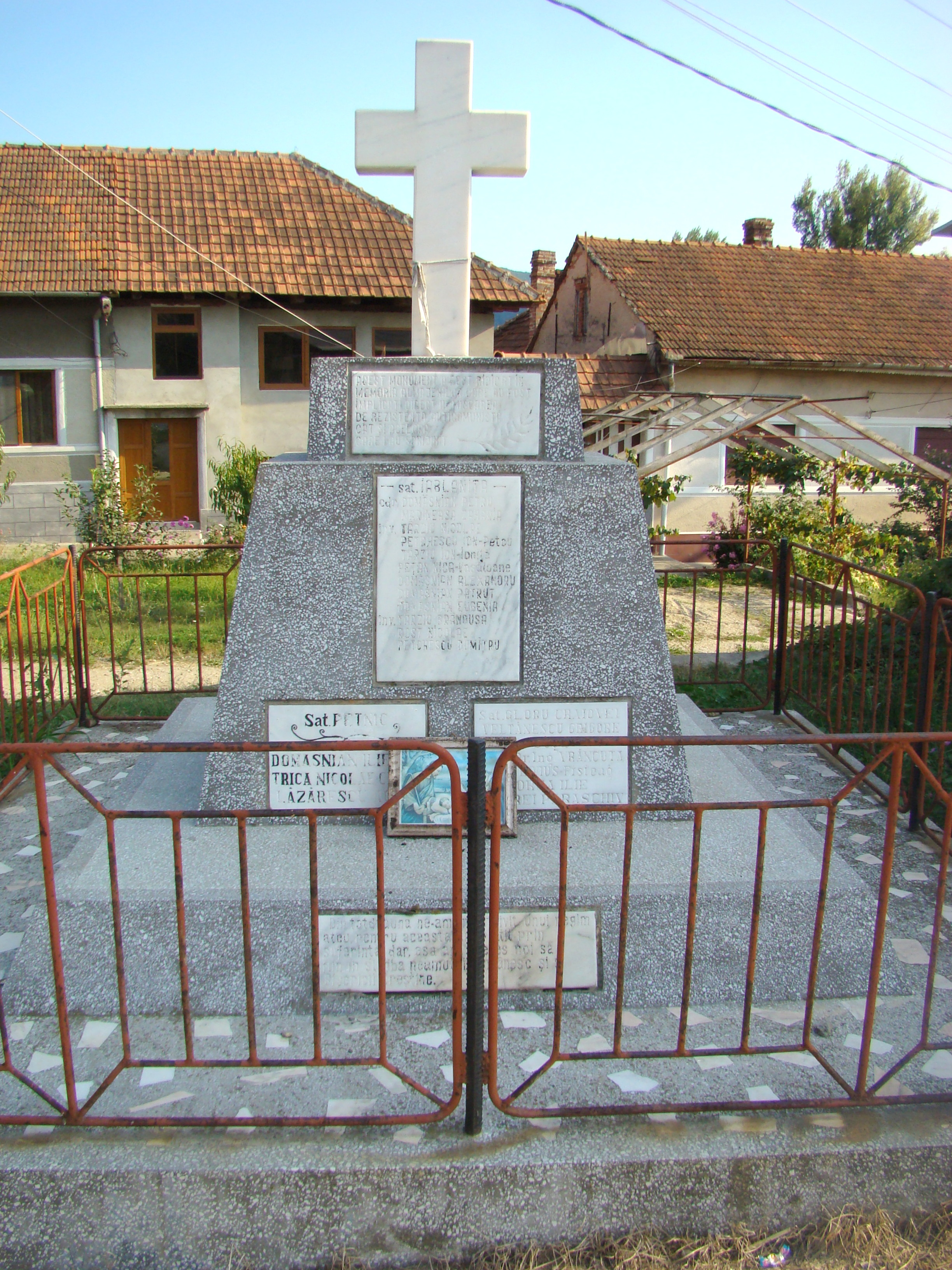